# الصفاء (حزم العدين)

تعديل مصدري - تعديل

الصفاء محلة تابعة لقرية العر، التابعة لعزلة بني الفخر بمديرية حزم العدين إحدى مديريات محافظة إب في الجمهورية اليمنية، بلغ تعداد سكانها 117 حسب تعداد اليمن لعام 2004.